# Leptocerina pediculata
Leptocerina pediculata är en nattsländeart som beskrevs av Jacquemart 1961. Leptocerina pediculata ingår i släktet Leptocerina och familjen långhornssländor. Inga underarter finns listade i Catalogue of Life.